# سالم بن مبارك آل شافي
سالم بن مبارك شافي سالم آل شافي الهاجري سياسي ودبلوماسي قطري، والسفير الحالي لدولة قطر في أنقرة عاصمة الجمهورية التركية، التحق بالعمل في وزارة الخارجية القطرية بعد أن أنهى دراساته العليا في بريطانيا، تدرج في السلم الوظيفي وحصل على عدة ترقيات فشغل عدة مناصب وحصل على درجة وزير عام 2010م، كما كان سفيراً لدولة قطر لدى كندا. شارك في العديد من المؤتمرات والندوات الدولية، كما أنه عضو فعّال في كل الاجتماعات التي عقدت لمكافحة تنظيم داعش الإرهابي في جميع دوراته، أصدر عدد من المقالات في بعض المنصات الالكترونية في قطر وتركيا.

## المؤهلات العلمية
ماجستير علاقات دولية من جامعة إكستر - بريطانيا.

## الخبرات العملية
- عمل بادارة الشؤون الأوروبية والأمريكية للفترة 2003-2005م.
- عضو بالوفد الدائم لدولة قطر في جنيف بدرجة مستشار خلال الفترة 2005-2007م.
- عمل في إدارة الشؤون الأوروبية والأمريكية بدرجة مستشار من عام 2007-2008م.
- عضو بالوفد الدائم لدولة قطر لدى الأمم المتحدة في نيويورك بدرجة وزير مفوض للفترة 2008-2010م.
- سفيراً لدولة قطر لدى كندا عام 2011م حتى عام 2013م.[4]
- سفيراً لدولة قطر لدى الجمهورية التركية منذ العام 2013م حتى الآن.

## المؤتمرات والندوات
- الاجتماع الوزاري السادس لمنظمة التجارة العالمية- نيويورك عام 2004م.
- الدورة الإلى لمجلس حقوق الإنسان- جنيف عام 2006م.
- شارك في الأجتماع رفيع المستوى حول إحتياجات التنمية الأفريقية-نيويورك 2008م.
- الدورة 63 للجمعية العامة للأمم المتحدة في نيويورك، عام 2008م.
- شارك في الحوار رفيع المستوى الرابع حول التمويل للتنمية- نيويورك، عام 2009م.
- شارك في الاجتمامعات التي خصصت لبحث الأزمة السورية في جنيف الجولة الأولى والثانية والثالثة عام 2016م.
- شارك في جميع الاجتماعات التي عقدت وخصصت لمكافحة تنظيم داعش الإرهابي في كلً من: (الأردن 2015م، فرنسا 2015، بلجيكا 2015م، لندن 2015م، إيطاليا 2016م).